# The Roaring Silence
The Roaring Silence ist das siebte Album der britischen Rockband Manfred Mann’s Earth Band. Es wurde 1976 von Bronze Records veröffentlicht.

## Das Album
Nach dem Album Nightingales & Bombers verließ der Gitarrist und Sänger Mick Rogers die Band, als Background-Sänger ist er auf diesem Album noch einmal dabei. Für ihn kamen Dave Flett an der Gitarre und Chris Thompson als Sänger. Wie das Vorgängeralbum beginnt The Roaring Silence mit einer Coverversion aus Bruce Springsteens Greetings from Asbury Park, N.J., hier Blinded by the Light. Beim zweiten Stück Singing the Dolphin Through ist Barbara Thompson (nicht mit Chris Thompson verwandt) als Gastmusikerin mit einem Saxophonsolo in der Ausleitung zu hören. Das von Manfred Manns Moog-Spiel dominierte Instrumentalstück Waiter There’s a Yawn in My Ear wurde live aufgenommen und nachträglich bearbeitet.
The Road to Babylon beginnt mit Chorgesang und erinnert auch mit seiner erhabenen Stimmung an Father of Day, Father of Night vom Album Solar Fire. Es basiert auf dem Kanon By the Waters of Babylon (deutsch auch Friedenskanon: Nach dieser Erde), dessen Ursprünge auf Philip Hayes (1738–1797) zurückgeführt werden und dessen Originaltext aus dem Psalm 137 stammt. Das Thema von Starbird ist dem Finale der Orchestersuite zum Ballett „Der Feuervogel“ von Igor Strawinsky entlehnt; es wird fast notengetreu übernommen, aber rhythmisch versetzt und verfremdet. Das Album endet mit der ruhigen Ballade Questions, bei der der als Komponist genannte Chris Slade auf ein Klavierstück von Franz Schubert aus dem Jahr 1827 zurückgriff (Impromptu, Opus 90 - Nr. 3, Ges-dur, D889,3).
Mit Chris Thompson als Sänger hat die Earth Band Spirits in the Night aus dem Album Nightingales & Bombers noch einmal aufgenommen. Diese Version wurde 1977 als Single veröffentlicht und ebenso auf die 1977er Versionen der US Albumpressungen übernommen, die im Vergleich zur 1976er Version am blau eingefärbten Cover zu erkennen sind. Sie befindet sich ebenfalls auf der 1998er CD-Veröffentlichung von The Roaring Silence als Bonus-Titel.

## Covergestaltung
Das zentrale Motiv des Covers ist ein überdimensionales menschliches Ohr, das in einem hautfarbenen Ton gehalten ist. Das Besondere an diesem Ohr ist, dass sich im Gehörgang ein schreiender Mund befindet, der laut zu schreien scheint. Der Albumtitel ist in großen, markanten Buchstaben oben über die gesamte Breite in Großbuchstaben auf dem Cover platziert. Die Buchstaben scheinen in die Oberfläche des Covers eingraviert zu sein, wodurch ein plastischer Effekt entsteht. Rechts oben befindet sich das bekannte Bandlogo, ebenfalls in die Oberfläche eingraviert und im gleichen hautfarbenen Ton gehalten.

## Rezeption
The Roaring Silence war das bis dahin kommerziell erfolgreichste Album der Earth Band.
Mike DeGagne schreibt auf allmusic, The Roaring Silence aalt sich in verhüllter Poesie, kryptisch aber gleichzeitig faszinierend, nah an der Komplexität des Progressive Rock, doch weit weg von dessen Wichtigtuerei und er hält das Album sowohl kommerziell als auch künstlerisch für die beste Leistung der Band. Er gab dem Album vier von fünf möglichen Sternen.
Das Magazin eclipsed beschreibt das Album in seinem Buch Rock – Das Gesamtwerk der größten Rock-Acts im Check: alle Alben, alle Songs (Teil 1) als perfekte Mischung aus dem Prog-Album Solar Fire und dem in 1978 erschienen Watch, auf dem Pop vorherrsche. Konsequenterweise vergibt das Magazin daher für das Werk die höchste Kategorie Kaufrausch und es landet in der Gesamtschau aller Manfred Mann’s Earth Band Alben hier auf Platz 3.

## Titelliste

### Seite 1
1. Blinded by the Light (Bruce Springsteen) – 7:08
2. Singing the Dolphin Through (Mike Heron) – 8:19
3. Waiter There’s a Yawn in My Ear (Manfred Mann) – 5:39

### Seite 2
1. The Road to Babylon (Manfred Mann, Peter Thomas, Colin Pattenden) – 6:53
2. This Side of Paradise (Manfred Mann, Peter Thomas, Colin Pattenden) – 4:47
3. Starbird (Manfred Mann, Chris Slade) – 3:09
4. Questions (Manfred Mann, Chris Slade) – 4:00

Auf der CD-Veröffentlichung von 1998 sind zusätzlich noch enthalten:
1. Spirits in the Night – 3:15 (Bruce Springsteen, Neuaufnahme mit Chris Thompson als Sänger)
2. Blinded by the Light – 3:49 (Single-Version)

## Weitere Musiker
- Gesang: Suzanne Lynch, Doreen & Ireen Chanter, Mick Rogers
- Saxophon: Barbara Thompson

## Kommerzieller Erfolg

### Chartplatzierungen
Es erreichte in den britischen und den US-Charts jeweils Platz 10 und in Deutschland Platz 26. Die ausgekoppelte Single Blinded by the Light kam auf Platz 1 der US-Single-Charts.
| ChartsChartplatzierungen       | Höchstplatzierung | Wochen/ Monate |
| ------------------------------ | ----------------- | -------------- |
| Deutschland (GfK)              | 26 (4,5 Mt.)      | 4,5 Mt.        |
| Österreich (Ö3)                | 10 (1 Mt.)        | 1 Mt.          |
| Vereinigte Staaten (Billboard) | 10 (37 Wo.)       | 37 Wo.         |
| Vereinigtes Königreich (OCC)   | 10 (9 Wo.)        | 9 Wo.          |

### Auszeichnungen für Musikverkäufe
| Land/Region                  | Auszeichnungen für Musikverkäufe (Land/Region, Auszeichnung, Verkäufe) | Verkäufe |
| ---------------------------- | ---------------------------------------------------------------------- | -------- |
| Vereinigte Staaten (RIAA)    | Gold                                                                   | 500.000  |
| Vereinigtes Königreich (BPI) | Silber                                                                 | 60.000   |
| Insgesamt                    | 1× Silber · 1× Gold ·                                                  | 560.000  |